# Nestlé Bear Brand

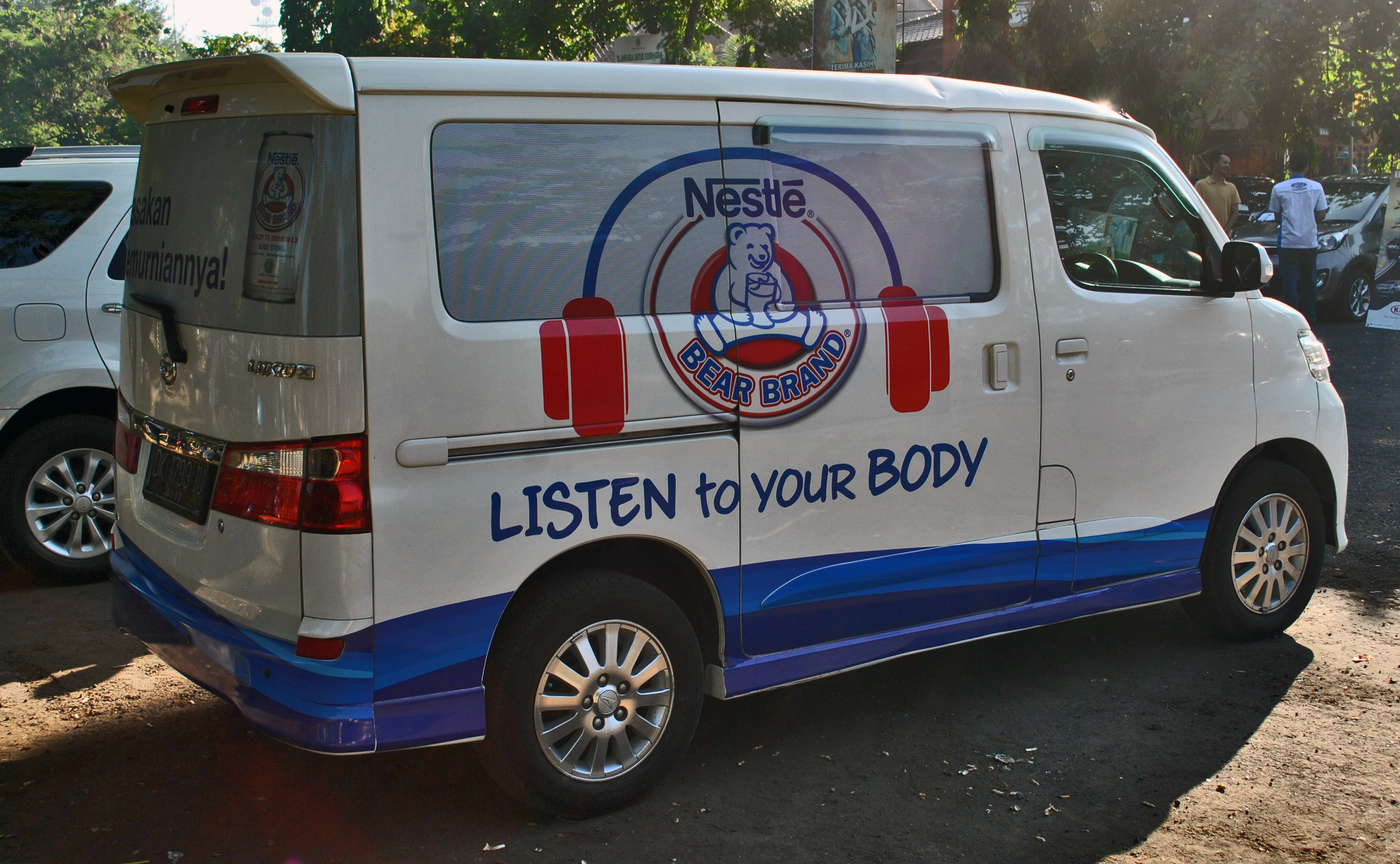
Quẚng cáo có minivan trên Nestle Bear Brand.

Bear Brand là một thương hiệu sữa bột và sữa tiệt trùng thuộc sở hữu của Nestlé. Sản phẩm với thương hiệu này được bán trên khắp khu vực Đông Nam Á. Nhãn hiệu sữa ở Thụy Sĩ được gọi là Bärenmarke.